# Kerkhof van Boffles

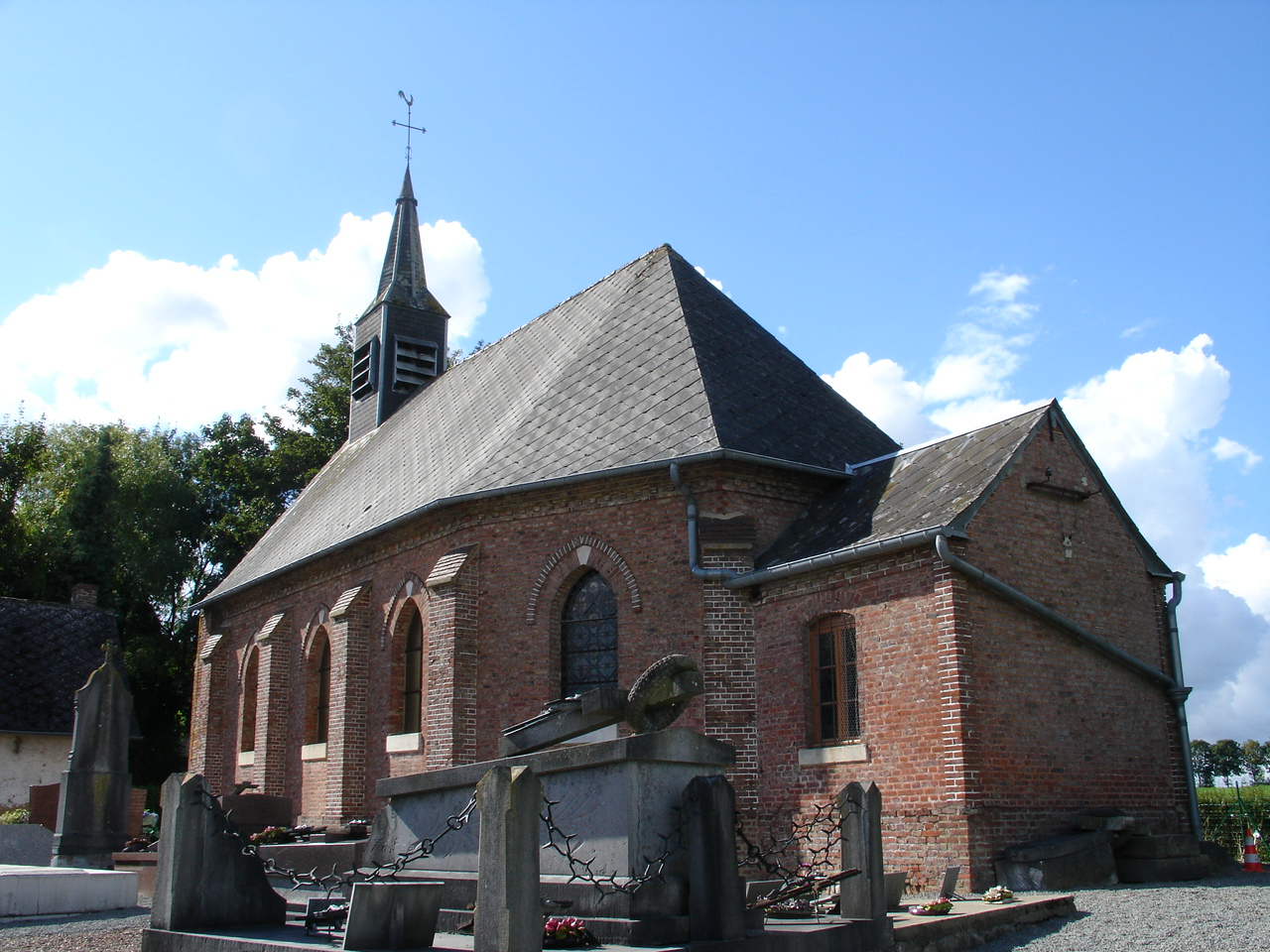
Église Saint-Martin en kerkhof

Het Kerkhof van Boffles is een gemeentelijke begraafplaats in de Franse gemeente Boffles in het departement Pas-de-Calais. Het kerkhof ligt in het dorpscentrum rond de Église Saint-Martin.

## Militaire graven
Op het kerkhof bevinden zich vijf Gemenebest oorlogsgraven uit de Tweede Wereldoorlog, 4 Britten en een Australiër. De graven zijn geïdentificeerd en worden onderhouden door de Commonwealth War Graves Commission, die de begraafplaats heeft ingeschreven als Boffles Churchyard.